# 水島公一
水島公一（日语：／ Mizushima Koichi ?，1941年1月30日—），日本科學家，是锂离子电池的陽極材質鈷酸鋰（LiCoO2）以及一系列物質的發現者。現任東芝公司研究員。

## 生平與成就

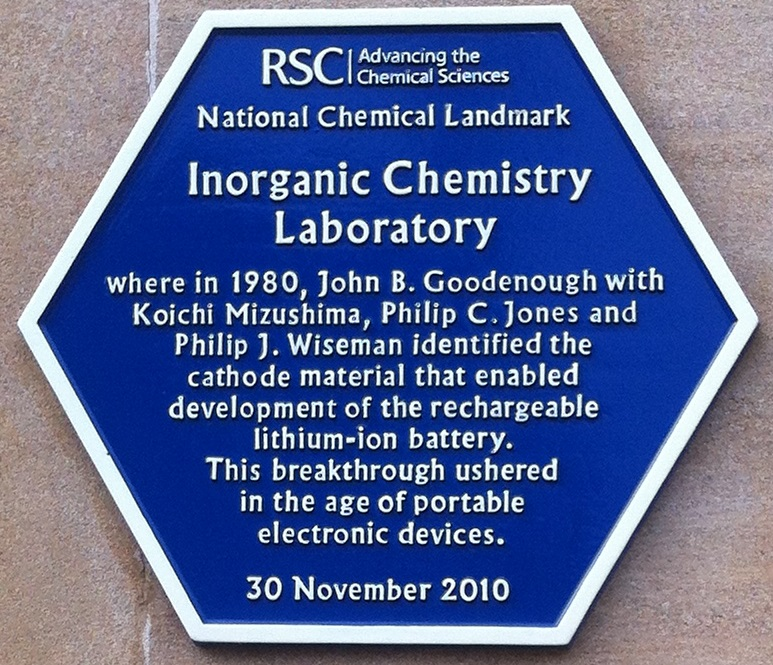
皇家化學會在牛津大學設置的藍色牌匾，紀念水島公一等人在此發現锂离子电池的陽極材質鈷酸鋰（LiCoO2）。

1941年1月30日，水島公一出生於日本東京都。從東京都立戶山高等學校畢業後，考入東京大學理學部，1964年畢業。1969年取得理學博士學位（東京大學）。留校擔任理學部物理學科助手。
1977年至1979年間，水島被約翰·B·古迪納夫招攬至英國牛津大學。其後發現锂离子电池的陽極材質鈷酸鋰（LiCoO2）以及一系列物質。
1983年進入東芝公司，負責開發分子器件、高溫超導裝置以及磁性裝置。

## 榮譽
- 1999年：加藤記念獎
- 2007年：日本應用物理學會（The Japan Society of Applied Physics）Fellow
- 2019年：東京大學總長特別表彰[4]